# Mont-roig del Camp
Mont-roig del Camp település Spanyolországban, Tarragona tartományban. Mont-roig del Camp Vandellòs i l’Hospitalet de l’Infant, Pratdip, Vilanova d’Escornalbou, Riudecanyes, Montbrió del Camp és Cambrils községekkel határos. Lakosainak száma 14 114 fő (2024).

## Népesség
A település népessége az elmúlt években az alábbi módon változott:
| Lakosok száma | 675  | 2826 | 2337 | 2364 | 4727 | 8209 | 11 847 | 12 148 | 12 136 | 14 114 |
|               | 1717 | 1887 | 1936 | 1960 | 1986 | 2004 | 2009   | 2014   | 2019   | 2024   |